# 裴瑟琪
裴瑟琪（韓語：배슬기，1986年9月27日—），常譯為裴涩琪，韓國女歌手、演員。出道時以三人女子組合The Red的成員活動，其後隨著在韓國各綜藝節目上，如《情書》、《X-Man》中以出色表現獲得一定的關注。2006年4月18日，以個人身份發行首張個人單曲《One For Love》，正式以個人身份活躍於韓國樂壇。

## THE RED 時期
由韓國Logi Entertainment推出的三人女子組合。由吳勝恩、秋素英及裴瑟琪組成。三人除了以歌手身份活躍於韓國樂壇，亦會出演一些韓國知名綜藝節目，例如《情書》、《X-Man》等，偶爾亦會出演一些反轉劇。這段期間，裴瑟琪作為年齡最小的成員，通過在《情書》上表演復古舞蹈，亦即一種按強勁的音樂節奏而舞動的舞蹈而獲得韓國廣大的關注。於節目播出的第二日，裴瑟琪的名字便登上了韓國多個網上搜尋榜的首位。更得到了「復古女皇」的稱號。裴瑟琪其後於其他節目中亦表示自己也很不可置信。無可否認，復古舞蹈為她贏得了很高的關注度，於其後幾期的情書中，她都有作為嘉賓演出並表演這種獨特的舞蹈。

## 個人時期
2006年，裴瑟琪通過一段在The Red時期的發展後，公司便安排她開始以個人身份活動。裴瑟琪於2006年4月18日以個人身份發行首張單曲《One For Love》。開始了正式的個人生涯。其後於2006年9月18日，發行首張個人專輯《First Album》。其中〈野丫頭〉及〈堅強的女子〉，展示了兩種截然不同的風格，為歌迷帶來不同形象的裴瑟琪。
通過韓國的綜藝節目也在中國大陸熱播，裴瑟琪的復古舞蹈在中國大陸亦掀起了熱潮，成功為她吸納了一大批歌迷。雖然她出道時間不長，但是在網上搜尋榜的人氣一直居高不下，亦有專門為她成立的後援會，為她在日後在中國大陸的發展奠定了一定的基礎。其後她應邀到中國拍攝一輯以舞蹈為題材的電視劇勁舞世界，並且擔任Mstar新星的評判及嘉賓。
2007年，隨著在中國拍攝的完結，裴瑟琪於2007年重返韓國樂壇。2007年10月11日推出二輯《Flying》。雖然經過一年的空白期，但是韓國對裴瑟琪的關注程度並沒有減退。在裴瑟琪第一次的重返舞台演出後，再次登上的韓國搜尋榜的第一名。
隨著YOUTUBE在網上大行其道，裴瑟琪的復古舞蹈亦為她在外國帶來關注度，網絡上亦有不少模仿裴瑟琪的影片。2009年，更被敲定出現由好萊塢投資制作的電影《Finale》的女主角—來自韓國的女殺手詩妍。2014年參與了中國舞曲《小蘋果》音樂錄影帶的演出。
2020年8月宣布閃嫁小兩歲的知名YouTuber沈理燮。

## 演出作品

### 電視劇
- 2007年：中國《勁舞世界》
- 2011年：MBC《最佳愛情》飾演 韓美娜
- 2011年：TrendE《Pianissimo》
- 2011年：MBC《深夜醫院》飾演 李光美
- 2012年：KBS《赤道的男人》飾演 白允珠
- 2013年：E Channel《失業救助羅曼史》飾演 文善珠
- 2015年：OCN《能看見鬼的警察處容2》飾演 金熙妍／金熙秀
- 2016年：KBS《閃耀的恩秀》飾演 尹秀敏
- 2017年：SBS《偶像大師.KR》飾演 金丹娛
- 2018年：MBC《生死決斷羅曼史》飾演 李真慶
- 2021年：SBS《Amor Fati－現在去愛吧》飾演 姜宥娜
- 2023年：KBS《綠洲》飾演 宋妍珠（特別出演）
- 2023年：ENA《幸福對決》飾演 任多恩（特別出演）

### 電影
- 2011年：《Finale》
- 2011年：《情侶們》
- 2013年：《強哲》
- 2013年：《夜關門：欲望之花》
- 2013年：《小說遇見電影》
- 2014年：《青春學堂》

## 音樂作品
- 2006年4月18日 首張個人單曲《One For Love》
- 2006年9月18日 首張個人專輯《First Album》
- 《Happy Christmas》
- 2007年10月11日 第二張專輯《Flying》
- 《Bigshow》
- 2014年筷子兄弟《小苹果》MV特別演出
- 2014年底裴澀琪進軍中國推出首支中文單曲《贊了》
- 2015年 薛之謙《紳士》MV特别演出
- 2015年 薛之謙《演員》MV特别演出

## 外部連結
- 裴瑟琪的Instagram帳戶
- 裴瑟琪在NAVER上的资料
- 裴瑟琪在Daum上的资料